# Moshood Abiola
Moshood Kashimawo Olawale Abiola (Abeokuta, 24 d'agost de 1937 - Abuja, 7 de juliol de 1998), sovint referit com MKO Abiola, fou un popular empresari, editor, polític i aristòcrata nigerià. Va ser candidat a la presidència el 1993, i és àmpliament considerat com el presumpte guanyador de les eleccions no concloents, ja que no es van anunciar els resultats finals oficials. Va morir el 1998, després d'haver-li estat negat prendre possessió quan la totalitat dels resultats de les eleccions van ser anul·lats pel dubitatiu president militar Ibrahim Babangida per causes poc clares.

## Vida i carrera
Moshood Kashimawo Olawale Abiola va néixer a Abeokuta, Estat d'Ogun. El seu nom, Kashimawo, significa "Anem a esperar i veure".Moshood Abiola va ser el vint-i-tresè fill del seu pare, però el primer dels fills del seu pare a sobreviure a la infància, d'aquí el nom 'Kashimawo'. No va ser fins que tenia 15 anys que va ser nomenat adequadament Moshood, pels seus pares. MKO va mostrar talent empresarial a una edat molt jove, a l'edat de nou anys va començar el seu primer negoci de venda de llenya. S'aixecava a l'alba per anar al bosc i recollir llenya, i llavors tornava a la ciutat a vendre abans d'anar a escola, per recolzar al seu ancià pare i els seus germans. Més tard va fundar una banda de música als quinze anys on anava a actuar en diverses cerimònies a canvi de menjar. Amb el temps es va convertir en prou famós per començar a exigir el pagament per les seves actuacions i va utilitzar els diners per mantenir a la seva família i la seva educació secundària a l'Escola Secundària Baptits Boys d'Abeokuta, on es va destacar. Va ser editor de la revista de l'escola "El trompetista" (Olusegun Obasanjo va ser sotsdirector). A l'edat de 19 anys es va unir al Consell Nacional de Nigèria i els Cameruns aparentment a causa del seu fort origen pan-nigerià en comparació al partit d'Obafemi Awolowo, l'Action Group (Grup d'Acció, AG)
El 1956 Moshood Abiola va començar la seva vida professional com a empleat de banc al Barclays Bank PLC a Ibadan, Sud-oest de Nigèria. Després de dos anys es va unir a la Corporació Financera de la Regió Occidental com a oficial executiu de comptes abans de partir cap a Glasgow, Escòcia per seguir la seva educació superior. Des de la Universitat de Glasgow va rebre un títol de primera classe en comptabilitat. També va rebre una distinció de l'Institut de Comptadors Públics d'Escòcia. Al seu retorn a Nigèria, va treballar com a comptador sènior de la Universitat de Lagos, després va passar a Pfizer, abans d'unir-se a la ITT Corporation, on més tard va ascendir a la posició de vicepresident per Àfrica i Orient Mitjà de tota la corporació, que tenia la seva seu als Estats Units. Com a resultat, Moshood Abiola va passar molt del seu temps i va fer la major part dels seus diners als Estats Units, mentre que conservava el lloc de president de la filial nigeriana de la corporació. A més de les seves funcions en tot l'Orient Mitjà i Àfrica, Moshood Abiola va invertir fortament a Nigèria i Àfrica Occidental. Va establir les Granges Abiola, les Llibreries Abiola, Radio Comunicacions de Nigèria, Pastisseries Wonder, Concord Press, Concord Airline LTD, Cimera Internacional del Petroli, Africa-Ocean Lines, Habib Bank, Decca WA LTD i l'Abiola club de futbol. A més d'aquests, també se les va arreglar per dur a terme les seves funcions com a president del consell empresarial del G15, president de la Borsa de Valors de Nigèria, Patró de la Fundació Kwame Nkrumah, Patró de la Fundació de Web Du Bois, patró de la Fundació Martin Luther King i director de l'Institut Internacional de Premsa
Moshood Abiola va saltar a la fama nacional i internacional, com a resultat de les seves activitats filantròpiques. El Caucus Negre del Congrés dels Estats Units d'Amèrica va emetre el següent homenatge a Moshood Abiola:
La causa d'aquest home, és causa per a l'esperança i la certesa que l'agonia i les protestes dels quals sofreixen la injustícia cedirà el pas a la pau i la dignitat humana. Els nens del món coneixeran la gran obra d'aquest extraordinari capdavanter i la seva fervent missió de redreçar el mal, per fer justícia, i per servir a la humanitat. Els enemics que posen en perill el futur de les generacions per venir: la pobresa, la ignorància, la malaltia, la fam i el racisme tenen cadascun efectes observats del valent treball del cap Abiola. A través d'ell i uns altres com ell, mai més tornaré a la llibertat de descans en el domini d'uns pocs. Nosaltres, els membres del Caucus Negre del Congrés el saludem aquest dia com un heroi en la cerca mundial per preservar la història i el llegat de la diàspora africana.
De 1972 fins a la seva mort Moshood Abiola havia estat honorat amb 197 títols tradicionals per 68 comunitats diferents de Nigèria, en resposta al fet que la seva assistència financera va donar lloc a la construcció de 63 escoles secundàries, 121 mesquites i esglésies, 41 biblioteques, 21 projectes d'aigua en 24 estats de Nigèria, i va ser gran mecenes de 149 societats o associacions a Nigèria. D'aquesta manera Abiola va allargar la mà i va guanyar l'admiració a través de les divisions ètniques i religioses múltiples a Nigèria. A més del seu treball a Nigèria, Moshood Abiola va ser un àvid partidari dels moviments d'alliberament d'Àfrica austral des de la dècada de 1970 i que va patrocinar la campanya per obtenir reparacions per l'esclavitud i el colonialisme a Àfrica i la diàspora. Cap Abiola, personalment es va reunir amb cada cap d'estat africà, i cada cap d'Estat en la diàspora negre per assegurar-se que els africans parlaven amb una sola veu sobre les qüestions.

## Participació en la política
La participació de Abiola a la política va començar d'hora en què es va unir al Consell Nacional de Nigèria i dels Cameruns (NCNC) als 19 anys El 1979, el govern militar va mantenir paraula i va lliurar el poder als civils. Com ja s'ha dit Abiola estava involucrat en la política, es va unir al Partit Nacional de Nigèria (NPN) el 1980 i va ser elegit president del partit a l'estat; el president Shagari fou reelegit el 1983 i, per tant, tot semblava prometedor, ja que el reelegit president era del partit d'Abiola i continuava en la veritable transició del poder el 1979; Abiola fou elegit per anar com a candidat presidencial després del mandat del reelegit president. No obstant això, la seva esperança de convertir-se en el president no es va poder complir doncs al final del 1983, un cop militar va escombrar al President Shagari i va acabar amb el govern civil al país. Després d'una dècada de govern militar, el general Ibrahim Babangida va acceptar sota pressió tornar a un règim democràtic a Nigèria. Després d'un primer intent avortat, Abiola va optar a la nominació presidencial del Partit Social Demòcrata (SDP), ja que els militars havien obligat a unificar tots els partits en només dos, un d'esquerres i un de dretes; Abiola va vèncer en les primàries a l'ambaixador Baba Guanya Kingibe i a Alhaji Atiku Abubakar i es va assegurar la nominació presidencial del SDP abans de les eleccions presidencials del 12 de juny de 1993. Abiola va ser capaç de mantenir la seva sortida de la pobresa mitjançant el treball dur i simbolitzar les aspiracions de molts nigerians oprimits. El seu compromís amb la difícil situació dels nigerians van ser la fixació de les llibreries Abiola per proporcionar llibres de text assequibles, produïda en la dècada de 1980, quan la importació de llibres de text va esdevenir fora de l'abast dels nigerians per la devaluació del naira. Va fer també assequibles les necessitats diàries com l'arròs i el sabó a uns preus assequibles al mercat.

## Eleccions presidencials
Per a les eleccions presidencials del 12 de juny de 1993, el company d'Abiola va ser Baba Guanya Kingibe. Aclaparadorament va derrotar el seu rival, Bashir Tofa de la Convenció Nacional Republicana. L'elecció va ser declarada "les eleccions presidencials més lliures i justes de Nigèria" pels observadors nacionals i internacionals, amb Abiola guanyant fins i tot en l'estat natal del seu oponent del Nord. Abiola va guanyar a la capital del país, Abuja, als centres de votació militars, i a més de les dues terceres parts dels estats de Nigèria. La raó per la qual l'elecció va ser tan històrica, es devia al fet que els homes d'ascendència del nord havien dominat en gran manera el panorama polític de Nigèria des de la independència. El fet de Moshood Abiola (un musulmà del sud) fos capaç d'assegurar un mandat nacional lliure i net no té precedents en la història de Nigèria. No obstant això, l'elecció va anul·lar l'elecció per decisió del general Ibrahim Babangida; va seguir una crisi política que va portar al general Sani Abacha a prendre el poder aquell mateix any.

## Empresonament
El 1994 Moshood Abiola es va declarar el president legítim de Nigèria a la zona Epetedo de l'illa de Lagos, una zona poblada principalment per indígenes (iorubes). Havia tornat recentment d'un viatge per guanyar el suport de la comunitat internacional per al seu mandat. Després de declarar-se president va ser declarar en crida i cerca acusat de traïció i arrestat pels militar sota les ordres del President General Sani Abacha, que va enviar 200 vehicles de la policia per posar-lo sota custòdia. MKO Abiola ha estat considerat l'estadista més gran de Nigèria. La seva segona esposa Alhaja Kudirat Abiola va ser assassinada el 1996 a Lagos després d'una Declaració de suport públic per al seu marit.
Moshood Abiola va estar detingut durant quatre anys, principalment en règim d'aïllament amb una bíblia, Alcorà, i catorze guàrdies com a companys. Durant aquest temps, el Papa Joan Pau II, l'arquebisbe Desmond Tutu i activistes de drets humans de tot el món van pressionar al govern de Nigèria pel seu alliberament. L'únic requisit unit a l'alliberament d'Abiola era de renunciar al seu mandat, cosa que ell es va negar a fer, encara que el govern militar va oferir compensar-lo per a una futura contesa electoral. Per aquesta raó Abiola va esdevenir extremadament enfadat quan Kofi Annan i Emeka Anyaoku van haver informar al món que havia accedit a renunciar al seu mandat després de reunir-se amb ell i explicar-li que el món no reconeixeria una elecció de cinc anys abans.

## Mort
Abiola va morir el 7 de juliol de 1998, el dia que havia de ser posat en llibertat, en circumstàncies sospitoses, poc després de la mort del general Abacha. Mentre que l'autòpsia oficial diu que Abiola va morir de causes naturals, l'Oficial Cap de Seguretat d'Abacha, Al-Mustafa ha al·legat que Moshood Abiola de fet fou colpejat fins a la mort. Al-Mustafa, que va ser detingut pel govern de Nigèria, fou posteriorment posat en llibertat, i afirma que té cintes d'àudio i de vídeo que mostren com Abiola va ser colpejat fins a la mort. L'informe final de l'autòpsia, qui va ser produït per un grup de metges forenses internacionals mai s'ha donat a conèixer públicament. Independentment de les circumstàncies exactes de la mort, Abiola no va rebre atenció mèdica adequada a les seves condicions de salut.
Tal com es relata en el moment en una entrevista amb la BBC amb l'enviat especial americà Thomas R. Pickering, cap d'una delegació estatunidenca, qui incloïa Susan Rice, que va visitar Abiola i durant la seva reunió amb ell, Abiola es va posar malalt, amb el que es presumeix que fou un atac de cor el que li va causar la mort.
Una clàusula del testament de Abiola requereix als seus hereus que provin que ell era el seu pare. Més de setanta persones van poder demostrar que Abiola era el seu pare mitjançant proves d'ADN. Set fills eren descendents de la seva segona esposa, Alhaja Kudirat Abiola.